# Trichomycterus retropinnis
Trichomycterus retropinnis är en fiskart som beskrevs av Regan, 1903. Trichomycterus retropinnis ingår i släktet Trichomycterus och familjen Trichomycteridae. Inga underarter finns listade i Catalogue of Life.